# Popkovice

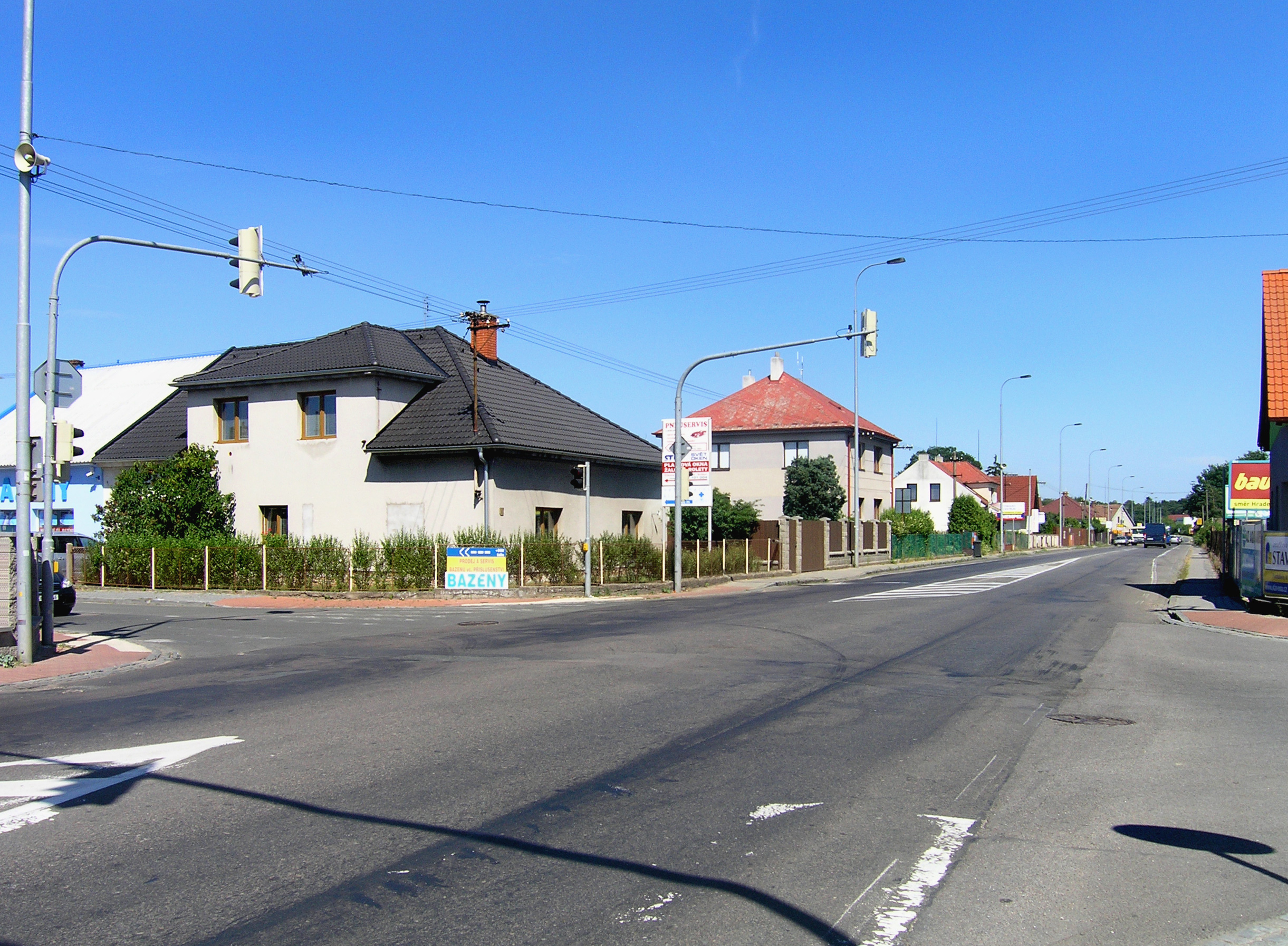
Pražská ulice

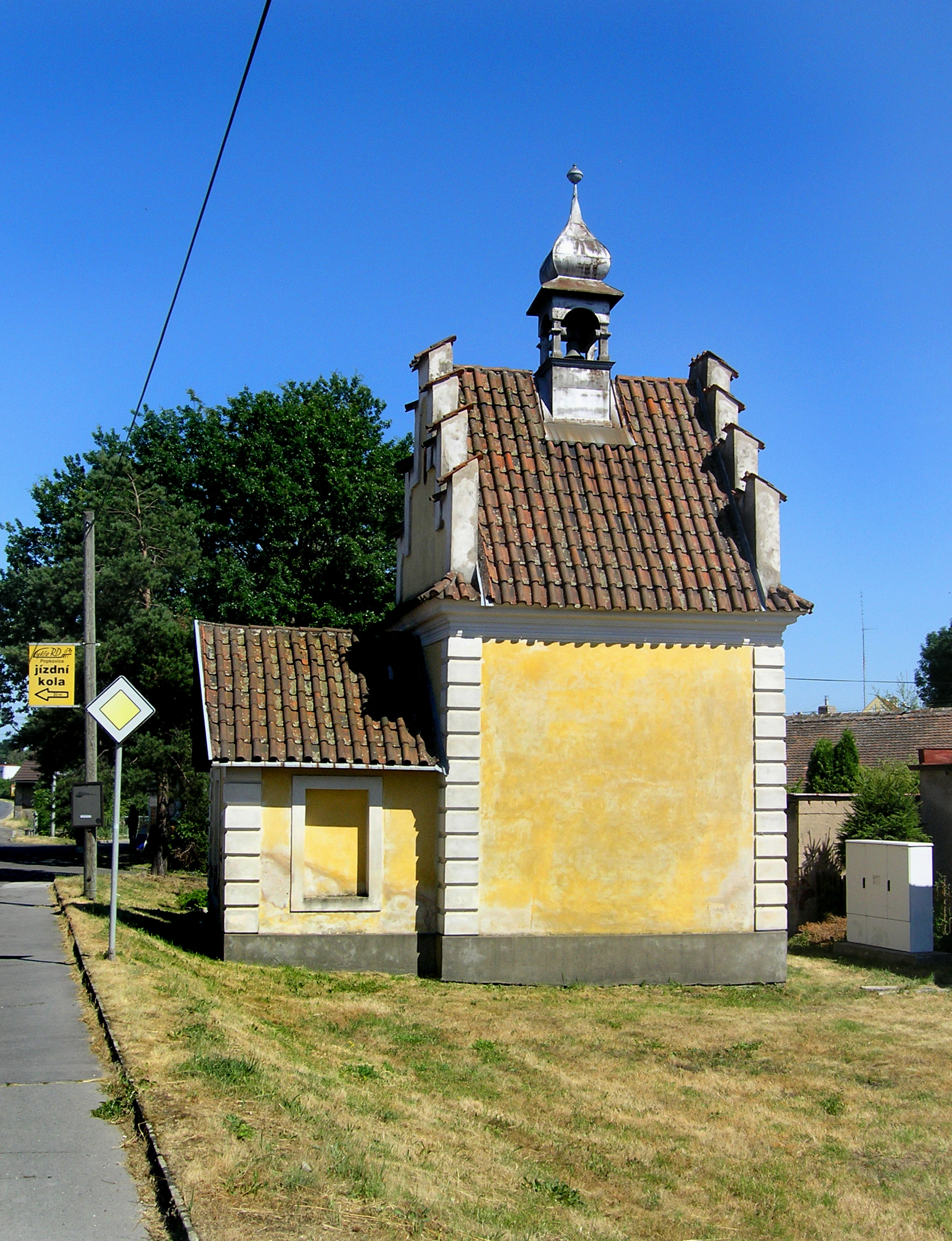
Kapelle der Jungfrau Maria

Popkovice (deutsch Popkowitz) ist ein Ortsteil der Stadt Pardubice im Okres Pardubice, Tschechien. Er liegt fünf Kilometer südwestlich des Stadtzentrums von Pardubice und gehört zum Stadtteil Pardubice VI.

## Geographie
Popkovice befindet sich am Bach Bylanka in der Polabská rovina (Elbniederung). Durch das Dorf führt die Staatsstraße I/2 zwischen Pardubice und Přelouč. Südlich von Popkovice liegt der Flughafen Pardubice, östlich die Pferderennbahn Pardubice und im Nordosten der Wald Zelenobranská dubina.
Nachbarorte sind Svítkov im Norden, Zelené Předměstí im Nordosten, Dukla und Nové Jesenčany im Osten, Dražkovice und Staré Jesenčany im Südosten, Třebosice und Starý Mateřov im Süden, Hladíkov, Barchiv, Veselá und Nové Čívice im Südwesten, Staré Čívice im Westen sowie Opočínek, Lány na Důlku, Krchleby und Srnojedy im Nordwesten. 

## Geschichte
Die erste Erwähnung des Dorfes erfolgte 1440, als Bohuněk von Popkovice am Czaslauer Landtag teilnahm. In der zweiten Hälfte des 15. Jahrhunderts war das Gut Popkovice an die Herrschaft Krchleby angeschlossen. Jan Žák von Krchleby verkaufte seine Herrschaft 1462 an die Brüder Jan und Jiří Ohništský von Ohnišťany; Jan der Jüngere Ohništský veräußerte die Herrschaft Krchleby 1502 an die Stadt Chrudim. Im 16. Jahrhundert wurde das Gut Popkovice wieder vom Gut Krchleby abgetrennt. 1544 verkauften die Söhne des Václav Oprašal von Zher Popkovice erneut an die Stadt Chrudim. Im Jahre 1546 erwarb Zikmund Anděl von Ronovec das Gut Popkovice. 1563 kaufte König Ferdinand I. das Gut und schlug es seiner Herrschaft Pardubitz zu. Dessen Nachfolger Maximilian II. übertrug die Verwaltung der königlichen Herrschaften der Hofkammer. Ab 1580 gehörte das aus zwölf Anwesen bestehende Dorf zur Rychta Rosice. Im Jahre 1777 bestand Popkovice aus 18 Familien, darunter drei Bauern, zwei Halbbauern, sieben Chalupner und zwei Häusler. 1799 wurde auf dem Kataster des Dorfes der Teich Nářecký rybník erwähnt. 
Im Jahre 1835 bestand das im Chrudimer Kreis gelegene Dorf Popkowitz aus 22 Häusern, in denen 160 Personen lebten. Im Ort gab es eine Kapelle der Jungfrau Maria. Pfarr- und Schulort war Třebositz. Bis zur Mitte des 19. Jahrhunderts blieb Popkowitz der k.k. Kameralherrschaft Pardubitz untertänig. 
Nach der Aufhebung der Patrimonialherrschaften bildete Popkovice ab 1849 eine Gemeinde im Gerichtsbezirk Pardubitz. Ab 1868 gehörte das Dorf zum Bezirk Pardubitz. 1869 hatte Popkovice 187 Einwohner und bestand aus 26 Häusern. Im Jahre 1900 lebten in Popkovice 356 Menschen, 1910 waren es 561. Die Freiwillige Feuerwehr wurde 1913 gegründet. Am 1. April 1920 wurde im Wirtshaus im westlichen Teil des Dorfes eine Außenstelle der Třebosicer Schule eröffnet; mit Beginn des Schuljahres 1924/25 besuchten die Kinder die neue Schule in Svítkov. Durch das Elbhochwasser vom Juni 1926 wurde die Gegend überschwemmt, die Bylanka wurde rückgestaut und trat über die Ufer. 
Vor 1930 errichtete der Východočeský aeroklub Pardubice südlich von Popkovice auf den Wiesen Za Rybniční einen Flugplatz. 1930 bestand das Dorf aus 97 Häusern und hatte 593 Einwohner. 1941 wurde mit der Regulierung der Bylanka begonnen.
Im Zuge der Schaffung eines "Groß-Pardubitz" wurde Popkovice auf Beschluss des Innenministeriums vom 21. September 1943 nach Pardubitz eingemeindet. Nach dem Ende des Zweiten Weltkrieges ordnete das Innenministerium 1946 den Fortbestand des während der Besatzungszeit geschaffenen Konglomerats "Velké Pardubice" an. Nach dem Februarumsturz von 1948 begann die Erweiterung des Militärflugplatzes auf die südlich der Pardubitzer Pferderennbahn gelegenen Fluren von Staré Jesenčany. Im Zuge der Neugliederung der Stadt Pardubice gehörte Popkovice ab 1949 zum Stadtbezirk Pardubice V. Am 17. Mai 1954 wurde Popkovice wieder zu einer eigenständigen Gemeinde im Okres Pardubice-okolí. Seit 1960 gehört Popkovice wieder zum Okres Pardubice. Am 1. Juli 1960 wurde Popkovice nach Svítkov eingemeindet, seit dem 1. Juli 1964 ist das Dorf wieder ein Ortsteil von Pardubice. Beim Zensus von 2001 bestand Popkovice aus 146 Häusern und hatte 420 Einwohner. Zu Beginn des Jahres 2013 lebten in Popkovice 432 Personen.

## Ortsgliederung
Der Ortsteil Popkovice gliedert sich in die Grundsiedlungseinheiten Popkovice und Za závodištěm.
Popkovice bildet einen Katastralbezirk.

## Sehenswürdigkeiten
- Kapelle der Jungfrau Maria
- Denkmal für die Gefallenen des Ersten Weltkrieges